# Fernando Angulo
Fernando Angulo Fernández, (nacido el 11 de junio de 1967 en Miranda de Ebro, Burgos) es un exjugador profesional de baloncesto español. Con 2,01 de estatura, su puesto natural en la cancha era el de alero. Se retiró en la temporada 2018-2019, en un club federado en Tenerife, Los Corales. Tiene dos hijos, Fernando y Mía. 

## Biografía
Comenzó su carrera en su ciudad natal, Miranda de Ebro, Burgos, en la categoría juvenil en el C.B.Cronos, en el año 1982.
Al finalizar esta etapa viaja a Vitoria para formar parte del Saski Baskonia, comenzando en las categorías inferiores del entonces llamado Caja de Álava, en su etapa de junior, compaginando su formación con el primer equipo, en la máxima categoría del baloncesto nacional.[cita requerida]
En la temporada 1989-1990 es cedido por el Baskonia al Askatuak de San Sebastián. Tras una temporada retorna a la ACB al Caja Canarias. Allí permanece varios años, donde incluso se le crea una peña oficial con su nombre, la "Peña Angulo", aunque pasó por dos equipos en la península, el Caja Badajoz y el Baloncesto Fuenlabrada.
En sus últimas temporadas como jugador profesional estuvo alternando clubes en las islas Canarias como el UB La Palma, Club Baloncesto Tacoronte y el CB Canarias. 
Se retiró como jugador profesional tras varias temporadas jugando en un club federado en la liga insular de Tenerife, donde militaban algunos excompañeros del Club Baloncesto Canarias.

## Trayectoria
1. Saski Baskonia (1984-1987 Categorías inferiores) Bajo la denominación oficial de Caja de Álava
2. Saski Baskonia (1987-1989)
3. Askatuak (1989-1990)
4. CB Canarias (1990-1992)
5. Cajabadajoz (1992-1993)
6. CB Canarias (1993-1994)
7. C.B. Tenerife Canarias (1994-1995)
8. Baloncesto Fuenlabrada (1995-1996)
9. Unión Baloncesto La Palma (1996-1998)
10. Ciudad de La Laguna (1998-2002)
11. Club Baloncesto Tacoronte (2002-2007)

## Internacional
- Selección española junior en Objetivo 92.